# Hrid Sveti Anton
Hrid Sveti Anton je nenaseljeni otočić u hrvatskom dijelu Jadranskog mora.
Njegova površina iznosi 0,012 km². Dužina obalne crte iznosi 0,44 km.